# Systropus luridus
Systropus luridus är en tvåvingeart som beskrevs av Zaitzev 1977. Systropus luridus ingår i släktet Systropus och familjen svävflugor. Inga underarter finns listade i Catalogue of Life.